# Karl Pelgrom
Karl Iljitsj (Karl) Pelgrom (Rotterdam, 13 juli 1927 – Amsterdam, 27 februari 1994) was een Nederlandse beeldhouwer, schilder en graficus.

## Leven en werk
Pelgrom was een zoon van bankwerker Marinus Paulus Pelgrom en Anna Margaretha Koeten. Zijn vader was een radencommunist. Pelgrom bezocht in 1942 de Rijksakademie in Amsterdam. Na de oorlog leerde hij als autodidact beeldhouwen en bronsgieten in het atelier van John Grosman. Hij was met onder anderen Frans de Boo, Roger Chailloux, John Grosman, Guillaume Lo A Njoe, Jan Sierhuis, Pierre van Soest, Aat Verhoog en Leo de Vries lid van de Amsterdamse kunstenaarsgroep Groep Scorpio.
Pelgrom verhuisde in 1962 op uitnodiging van de Groningse kunstpromotor Albert Waalkens met zijn gezin naar een leegstaande boerderij in Beerta. Vanaf 1966 gaf hij les aan de Academie Minerva in Groningen. Hij was in 1967 een van de initiatiefnemers van 'Beeld en route', de eerste beeldenroute in Nederland.
Pelgrom verliet de school en was in 1968 een van de oprichters van het Instituut voor Creatief Werk (ICW) in Finsterwolde. Het ICW was een kunstenaarscollectief, dat zich verzette tegen de toepassing van het marktmechanisme op de kunsten. In 1970 hield het ICW op te bestaan wegens verschil van opvattingen.
In zijn werk hanteerde Pelgrom een primitivistische manier van vormgeven met een neiging naar abstractie, waarbij hij vooral werd beïnvloed door het werk van Constantin Brâncuși. Hij werd eveneens geïnspireerd door de dingen die hij tijdens zijn verblijf in Indonesië zag. Als beeldhouwer maakte hij statische figuren van steen of hout waarin mensenfiguren te herkennen zijn, een gegeven dat terugkomt in zijn schilderijen en grafische werk.
Pelgrom was in 1951 vader geworden van de actrice Elja Pelgrom, geboren uit een relatie met verzetsvrouw Tineke Haak. Later trouwde hij met Else Koch, die onder de naam Els Pelgrom bekend werd als kinderboekenschrijfster. In 1975 scheidden ze.

## Enkele werken

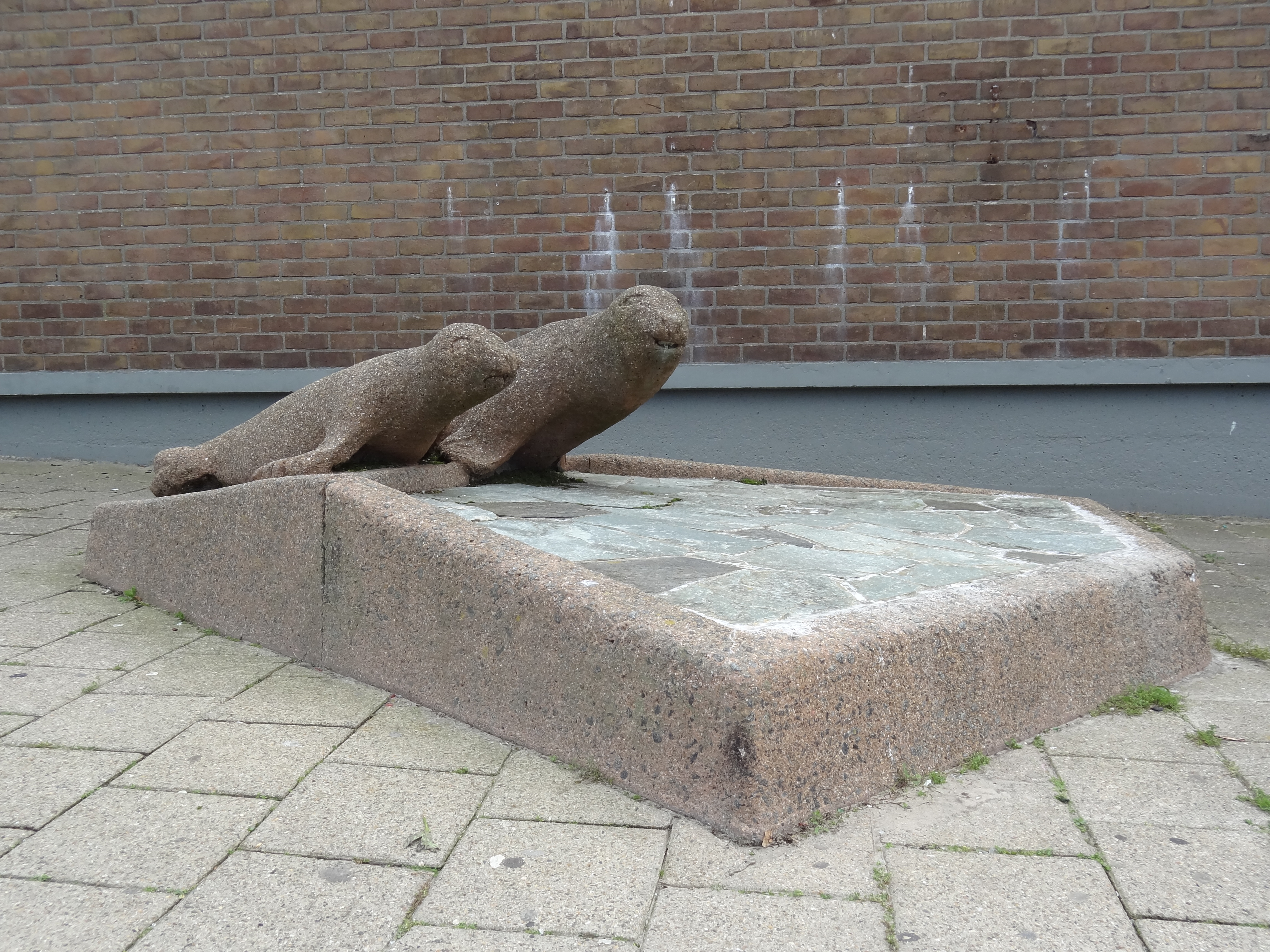
Zeeleeuwen, Den Helder
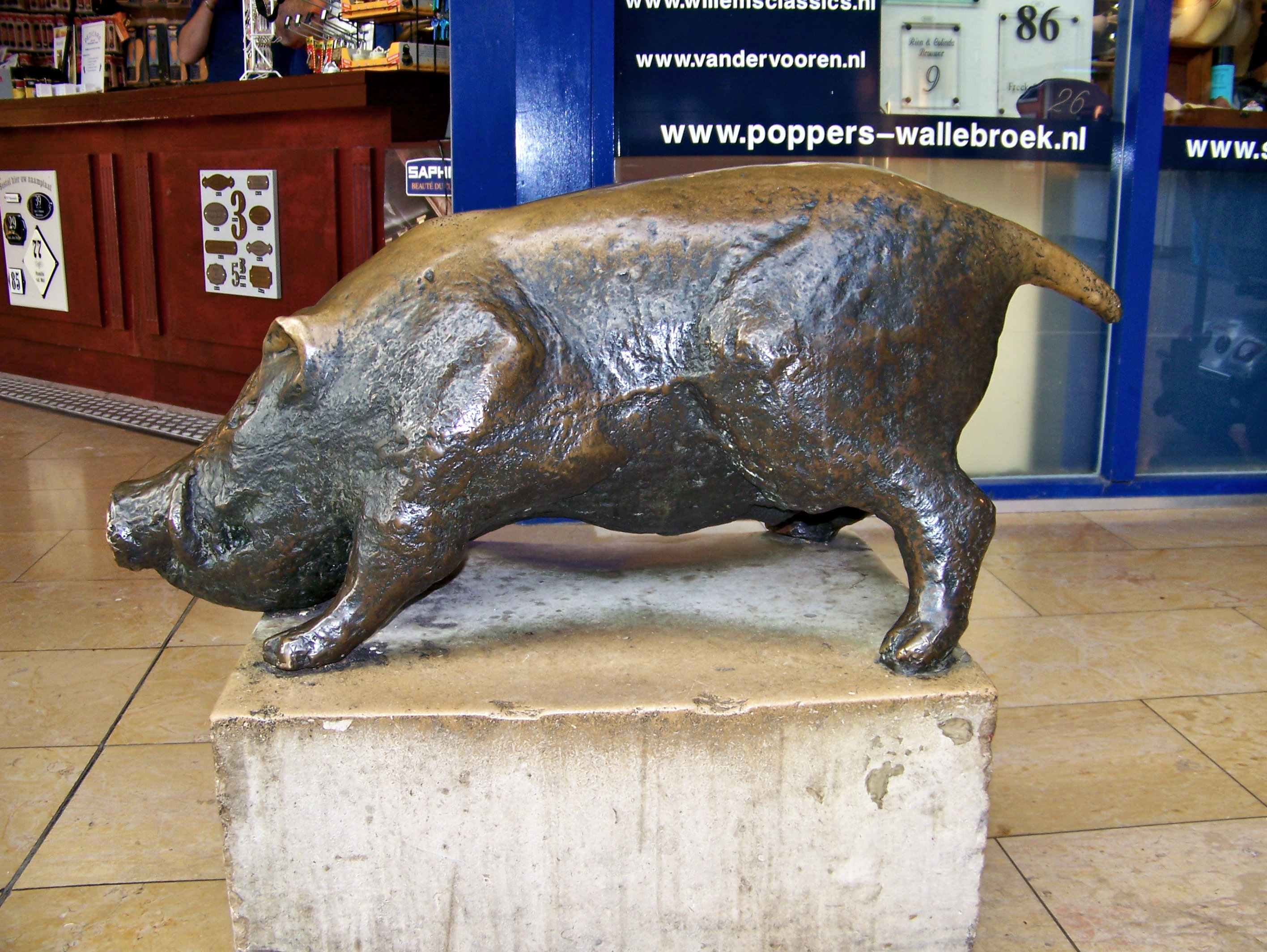
Het zwijn, Amstelveen
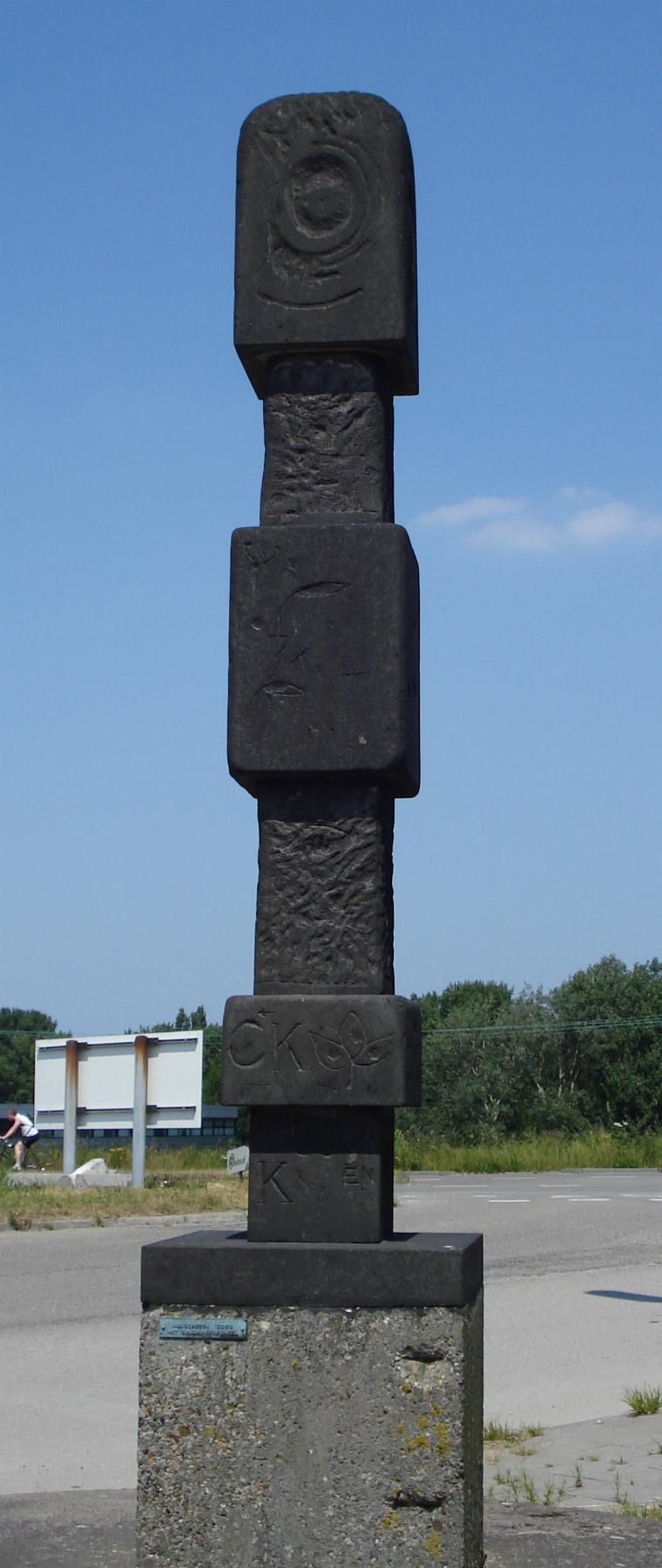
Zonder titel, Vlaardingen